# Anwar, Devadurga
Anwar là một làng thuộc tehsil Devadurga, huyện Raichur, bang Karnataka, Ấn Độ.